# Xenosocia
Xenosocia es un género de polillas tortrícidas perteneciente a la tribu Eucosmini, de la subfamilia Olethreutinae, orden Lepidoptera. Fue descrito por Alexey Nikolaievich Diakonoff en 1989.

## Especies
- Xenosocia acrophora Diakonoff, 1989
- Xenosocia argyrtis Diakonoff, 1989
- Xenosocia dynastes Diakonoff, 1992
- Xenosocia euryptycha Diakonoff, 1989
- Xenosocia iocinctis Diakonoff, 1989
- Xenosocia lampouris Diakonoff, 1989
- Xenosocia panegyrica Diakonoff, 1989
- Xenosocia polyschelis Diakonoff, 1989
- Xenosocia tryphera Diakonoff, 1989